# لزاختال
لزاختال (به آلمانی: Lesachtal) یک منطقهٔ مسکونی در اتریش است که در ناحیه هرماگور واقع شده‌است. لزاختال ۱٬۴۹۲ نفر جمعیت دارد.